# NGC 1003
NGC 1003 ist eine spiralförmige Radiogalaxie vom Hubble-Typ Sb im Sternbild Perseus am Nordsternhimmel. Sie ist schätzungsweise 33 Millionen Lichtjahre von der Milchstraße entfernt und hat einen Durchmesser von etwa 65.000 Lichtjahren. Vom Sonnensystem aus entfernt sich die Galaxie mit einer errechneten Radialgeschwindigkeit von näherungsweise 625 Kilometern pro Sekunde.
Gemeinsam mit 6 weiteren Galaxien bildet sie die Lyons Groups of Galaxies LGG 70 um NGC 1023.
Rudolph Leo Bernhard Minkowski entdeckte 1937 eine Supernova in NGC 1003; heute trägt diese die Bezeichnung SN 1937D und wird dem Typ Ia zugeordnet.
Das Objekt wurde am 6. Oktober 1784 von Wilhelm Herschel entdeckt.

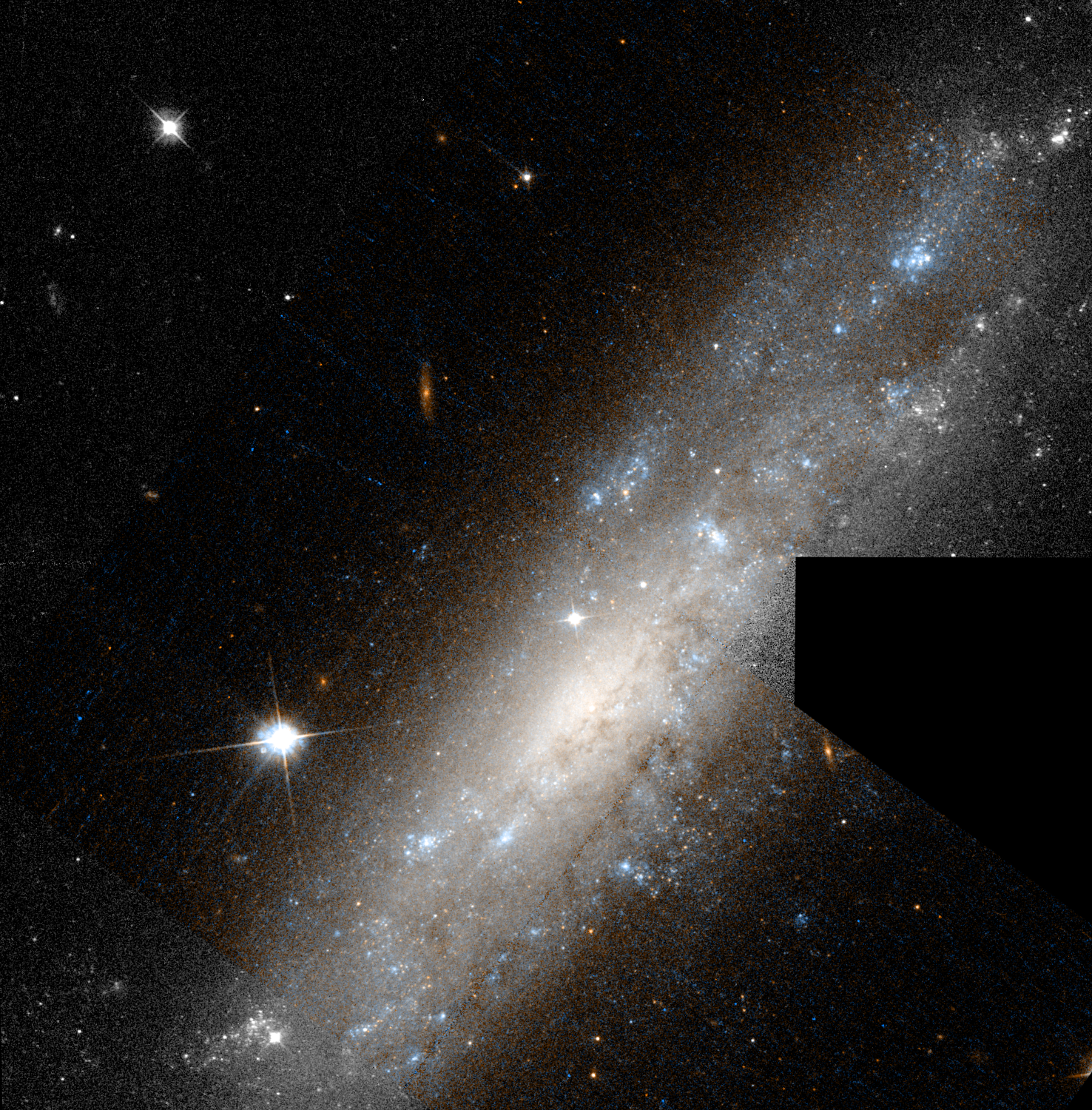
Mosaik aus Aufnahmen des Hubble-Weltraumteleskops

## Galaktisches Umfeld
| Nr. | Galaxie          | Alternativname            | Rek           | Dek           | Distanz/asec |
| --- | ---------------- | ------------------------- | ------------- | ------------- | ------------ |
| →   | NGC 1003         | LEDA/PGC 10052            | 02h39m16.89s  | +40d52m20.3s  | 0            |
| 1   | LEDA/PGC 10077   | CGCG 539-072              | 02h39m34.969s | +40d46m37.34s | 399.75       |
| 2   | LEDA/PGC 2170635 | 2MASX J02393232+4046033   | 02h39m32.34s  | +40d46m03.1s  | 417.20       |
| 3   | LEDA/PGC 10025   | UGC 2126                  | 02h38m47.07s  | +40d41m55.1s  | 710.74       |
| 4   | LEDA/PGC 2171184 | 2MASX J02402141+4048200   | 02h40m21.41s  | +40d48m20.2s  | 770.46       |
| 5   | LEDA/PGC 90627   | WISEA J023836.02+403943.0 | 02h38m35.80s  | +40d39m43.0s  | 888.23       |
| 6   | LEDA/PGC 2176034 | 2MASX J02394753+4107204   | 02h39m47.53s  | +41d07m20.3s  | 964.45       |
| 7   | LEDA/PGC 2174722 | 2MASX J02402634+4102250   | 02h40m26.384s | +41d02m24.90s | 992.41       |